# Гребёнкин, Дмитрий Михайлович
Дмитрий Михайлович Гребёнкин (17 мая 1970, Выборг, Ленинградская область — 2000, Грозный) — российский офицер, участник Второй чеченской войны, гвардии майор, командир подразделения 45-го гвардейского полка спецназ ВДВ, Герой России (посмертно).

## Биография
Родился в Выборге. По национальности русский. В 1987 году окончил Московское Суворовское училище, в 1991 — Ташкентское высшее общевойсковое командное училище имени В. И. Ленина. Служил в армейской разведке, в период с 1996 по 1998 командовал мотострелковой разведротой, дислоцировавшейся в Приднестровье. По возвращении проходил подготовку в подразделениях специального назначения ВДВ. После нападения боевиков на Дагестан совершил несколько боевых командировок в Чечню.
12 ноября 2000 года армейский спецназ выявил место сосредоточения боевиков в Ленинском районе Грозного. Троих террористов уничтожили, пятерых удалось взять живьём. Как сообщают СМИ, после взятия боевиков группу заблокировали несколько сот вооружённых людей под руководством Беслана Гантамирова с требованием отдать им захваченных. Открыв огонь и убив офицера, ранив несколько солдат, окружавшие отбили пленных террористов и увезли в неизвестном направлении. Было возбуждено уголовное дело, результаты расследования которого не оглашены.
Указом Президента Российской Федерации от 18 июня 2001 года майору Гребёнкину Дмитрию Михайловичу за мужество и героизм, проявленные при выполнении воинского долга, посмертно присвоено звание Героя Российской Федерации.
Похоронен в Ялте вместе с родителями. Имя героя увековечено на памятниках героям локальных войн в Выборге и 45-го гвардейского разведывательного полка ВДВ. Навечно зачислен в списки курсантов Московского СВУ.

## Память
- 5 июня 2010 года в городском поселении Калининец Наро-Фоминского района Московской области состоялось первенство России по мотокроссу, посвящённое памяти Героя России Дмитрия Гребёнкина[2].
- Ялтинской средней школе № 8 присвоено имя Героя России Дмитрия Михайловича Гребёнкина (2015). В 2016 году на здании школы была установлена памятная доска.
- Навечно зачислен в списки курсантов Московского суворовского военного училища.